# Хабур
Хабу́р (Нахр-ель-Хабур) — річка на північному сході Сирії (верхів'я — в Туреччині), ліва притока Євфрату.
- Довжина 486 км (в тому числі бл. 320 км — ділянка з постійною течією),
- Сточище 33,2 000 км².
- Середня витрата води в ниж. перебігу бл. 70 м³/сек.

Бере початок в горах Караджадаг, протікає по плато Джезіре.
Зимово-весняні паводки.
Використовується для зрошування.
На Хабурі розташоване місто Хасеке (Сирія).